# Corinnomma lawrencei
Corinnomma lawrencei är en spindelart som beskrevs av Célio F.B. Haddad 2006. Corinnomma lawrencei ingår i släktet Corinnomma och familjen flinkspindlar. Inga underarter finns listade i Catalogue of Life.